# Ursula Schneider (Juristin)
Ursula Schneider (* 4. April 1956 in Köln) ist eine deutsche Juristin. Sie war von 2008 bis 2022 Richterin am Bundesgerichtshof.

## Werdegang
Die Tochter des Kriminologen Hans Joachim Schneider nahm nach dem Abitur ein Studium der Psychologie und der Rechtswissenschaft auf. Im Anschluss an die Zweite Juristische Staatsprüfung, die Prüfung zum Diplom-Psychologen und die Promotion zum Dr. iur. trat sie 1988 in den höheren Justizdienst des Landes Nordrhein-Westfalen ein. Dort war sie zunächst am Landgericht Dortmund, am Amtsgericht Dortmund, am Landgericht Essen sowie beim Landesjustizprüfungsamt tätig. 1992 wurde Schneider zur Richterin am Landgericht Dortmund ernannt. 
In den Jahren 1994 bis 1997 war sie an das Bundesministerium der Justiz abgeordnet. Anschließend wurde sie an das Bundesministerium der Justiz versetzt und zur Regierungsdirektorin ernannt. 2003 folgte die Beförderung zur Ministerialrätin. Im Justizministerium war Schneider zunächst als Referentin, später als Leiterin des Referats für den allgemeinen Teil des Strafgesetzbuchs zuständig. Seit dem Jahr 2007 war sie im Referat Bioethik tätig.
Am 19. Mai 2008 wurde Schneider zur Richterin am Bundesgerichtshof ernannt. Hier wurde sie vom Präsidium dem 5. Strafsenat zugewiesen. Schneider trat am 28. Februar 2022 in den Ruhestand.

## Veröffentlichungen
- Körperliche Gewaltanwendung in der Familie. Notwendigkeit, Probleme und Möglichkeiten eines strafrechtlichen und strafverfahrensrechtlichen Schutzes. Duncker und Humblot, Berlin 1987. ISBN 3-428-06310-4.